# 普卡馬柴山 (莫羅科查區)
11°29′56″S 76°05′12″W / 11.49889°S 76.08667°W
普卡馬柴山（Puka Mach'ay），是秘魯的山峰，位於該國中部胡寧大區，由堯利省的莫羅科查區負責管轄，屬於安地斯山脈的一部分，海拔高度4,600米。